# Bivallum heterosporum
Bivallum heterosporum är en svampart som först beskrevs av Butin, och fick sitt nu gällande namn av P.R. Johnst. 1991. Bivallum heterosporum ingår i släktet Bivallum och familjen Rhytismataceae.   Inga underarter finns listade i Catalogue of Life.